# Galleguisme

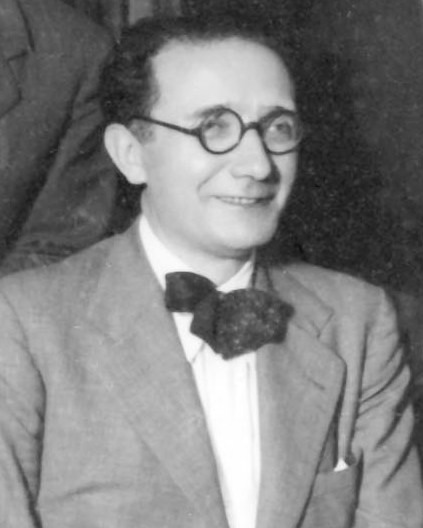
Castelao és considerat el pare del nacionalisme gallec i una de les figures més destacades del galleguisme.

Estreleira, bandera nacionalista gallega.

El galleguisme (en gallec galeguismo) és una ideologia política de tipus nacionalista que té com a objectiu la defensa de Galícia mitjançant la creació d'institucions pròpies.

## Història
El galleguisme aparegué a mitjans del segle xix, quan es formulà com a provincialisme i posteriorment com a regionalisme gallec. El terme s'utilitza especialment a partir de la constitució de les Irmandades da Fala (lit. en català Germanies de Parla) el 1916 i l'aparició del moviment nacionalista, que defensa el caràcter nacional de Galícia. Les Irmandades eren una organització en la qual participava la petita burgesia i els intel·lectuals i les liderà Antón Villar Ponte. A la dècada següent es consolidaren dues corrents: la nacionalista, al voltant del Partit Galleguista de Castelao, i la republicana autonomista de l'ORGA, liderada per Casares Quiroga i Antón Villar Ponte. Aquesta última s'integrà durant la Segona República a l'Izquierda Republicana d'Azaña.
El 1931 es redactaren diversos avantprojectes i bases per a un Estatut d'Autonomia, el text definitiu del qual s'aprovà el desembre de 1932 a l'Assemblea de Municipis de Sant Jaume de Galícia. L'Estatut fou aprovat en referèndum el 28 de juny de 1936 i per les Corts Espanyoles el 1937, però la Guerra Civil espanyola impedí que s'apliqués. Molts galleguistes hagueren d'exiliar-se.
El galleguisme durant el franquisme es mantingué a l'exili i en intel·lectuals que es quedaren a Galícia. La fundació de l'Editorial Galaxia el 1950 fou un dels fets més rellevants d'aquesta resistència. Les noves organitzacions que anaren apareixent integraren el pensament marxista i preferiren la denominació de "nacionalistes".
Amb la caiguda del franquisme, el galleguisme es reactivà i actualment les forces polítiques majoritàries s'identifiquen com a "galleguistes".